# Dessippo (filosofo)
Dessippo (in greco antico: Δέξιππος?, Déxippos; fl. IV secolo) è stato un filosofo greco antico vissuto nella prima metà del IV secolo.

## Vita e opere
Neoplatonico della scuola siriaca, fu insegnante di filosofia   e allievo di Giamblico  che gli scrisse una lettera circa la dialettica  Scrisse un commento in forma dialogica con Seleuco, un suo allievo, sulle aporie e soluzioni delle Categorie di Aristotele  e contemporaneamente confutava le obiezioni che risalivano a Plotino.